# Fux (Band)
Fux ist eine deutsche Musikgruppe, die in den späten 1980er Jahren mit Überdosis Glück und Einsam für mich zwei Charthits hatte.

## Bandgeschichte
Fux entstand kurz nach dem Abflauen der Neuen Deutschen Welle. Die Band widmet sich nach eigenen Angaben der Zielgruppe der Zwei- bis Zwölfjährigen sowie deren Eltern. Sie wurde 1984 von Uli Sprenger und Bernd Klüser in Finnentrop im Sauerland gegründet. Ihren ersten Plattenvertrag bekamen die Musiker 1987 bei EMI in Köln. Es folgten zahlreiche Fernsehauftritte, u. a. im Tigerenten Club, im KI.KA und bei der Goldenen Stimmgabel im ZDF. Das Verkehrsministerium Nordrhein-Westfalen verwendete das Lied Glück gehabt als Erkennungsmelodie der Aktion Kinder sehen es anders.
Das Team Sprenger/Klüser arbeitet auch erfolgreich als Songwriter, u. a. für Kollegen wie Markus, Nicole, Michael Morgan, Roland Kaiser und Wind. Im Jahre 2010 nahmen die Mallorca Cowboys, die durch den Titel Das rote Pferd (Coverversion von Milord) deutschlandweit bekannt wurden, den größten Hit von Fux, Überdosis Glück, neu auf.

## Diskografie

### Alben
- 1988: Überdosis Glück
- 1989: Rendezvous
- 2001: Funny Fux
- 2005: Ich mach Spaß
- 2010: Hereinspaziert

### Singles
- 1987: Überdosis Glück
- 1987: Zeit zum Schlafen geh’n
- 1988: Einsam für mich
- 1988: Der Stoff aus dem die Träume sind
- 1988: Erst dann lieb ich dich
- 1989: Ich und du – Rendezvous
- 1989: Der liebe Gott
- 1989: Lollipop
- 1992: Oh Mann
- 1993: Ich weiß
- 1994: Ich mag Mädchen
- 1995: 1000 gute Gründe
- 2001: Alles nur ein Traum